# Friedrich Gottlieb Eduard von Thaden
Friedrich Gottlieb Eduard von Thaden (* 26. Dezember 1809 in Sünderuphof, Ksp. Adelby bei Flensburg, Schleswig-Holstein; † 5. Juni 1886 in Braunschweig, Niedersachsen), Oberbürgermeister von Altona, Ritter des Dannebrogordens, Dannebrogmand, ab 1868 Mitglied des preußischen Herrenhauses.

## Familie
Er war der Sohn von Nicolaus von Thaden (1770–1848) und Dorothea, geb. Hagemann (1775–1814), aus Osterrade, Ksp. Bovenau.
Er selbst heiratete 1841 in Altona Anna Wilhelmine Theodora Matthiesen (1815–1878), Tochter des Amtsverwalters in Segeberg Heinrich Matthiesen (1768–1834) aus Nieblum, in zweiter Ehe Louise Caroline Georgine Freiin Grote zu Schauen (1790–1855). Sie war eine Nachfahrin des Föhrer Walfängers Matthias Petersen.
Seine Kinder aus erster Ehe waren Nicoline Luise Henriette von Thaden (1844–1874), Amalie Luise von Thaden (* 1846), August Jacob von Thaden (1848–1914), Heinrich Carl Friedrich von Thaden (1852–1920) und Wilhelmine Eugenie von Thaden (* 1855).

## Leben
Thaden studierte zwischen 1828 und 1832 Rechtswissenschaften in Rostock, Halle und Kiel. Im Jahr 1832 trat er in die Verwaltungen von Flensburg und Pinneberg ein.
Seit 1841 war Thaden Obergerichtsrat in Glückstadt. Im Jahr 1852 folgte die Berufung zum Etatrat in Kopenhagen.
1856 wurde Thaden zum Bürgermeister von Altona ernannt, das zu diesem Zeitpunkt noch zu Dänemark gehörte. Zwischen 1863 und 1883 war er Oberbürgermeister des jetzt preußischen Altona. Zugleich war Thaden seit 1869 Landrat des Stadtkreises Altona.
Thaden leitete fast 27 Jahre lang die Entwicklung der Stadt. Neue städtische Einrichtungen verdankten ihm teils ihre Anregung, teils ihre Durchführung. Während seiner Amtszeit wurden Krankenhaus, Börse und Wasserversorgung erbaut, das Altonaer Museum gegründet, Stadttheater und Straßenbahn eröffnet. Die Einwohnerzahl der Stadt verdoppelte sich in diesem Zeitraum von 50.000 auf 100.000, an der Bewältigung der damit verbundenen Probleme hatte Thaden großen Anteil.
In Altona ist die Thadenstraße nach ihm benannt, bis 1948 Große Gärtnerstraße.